# Socialisme ou Barbarie

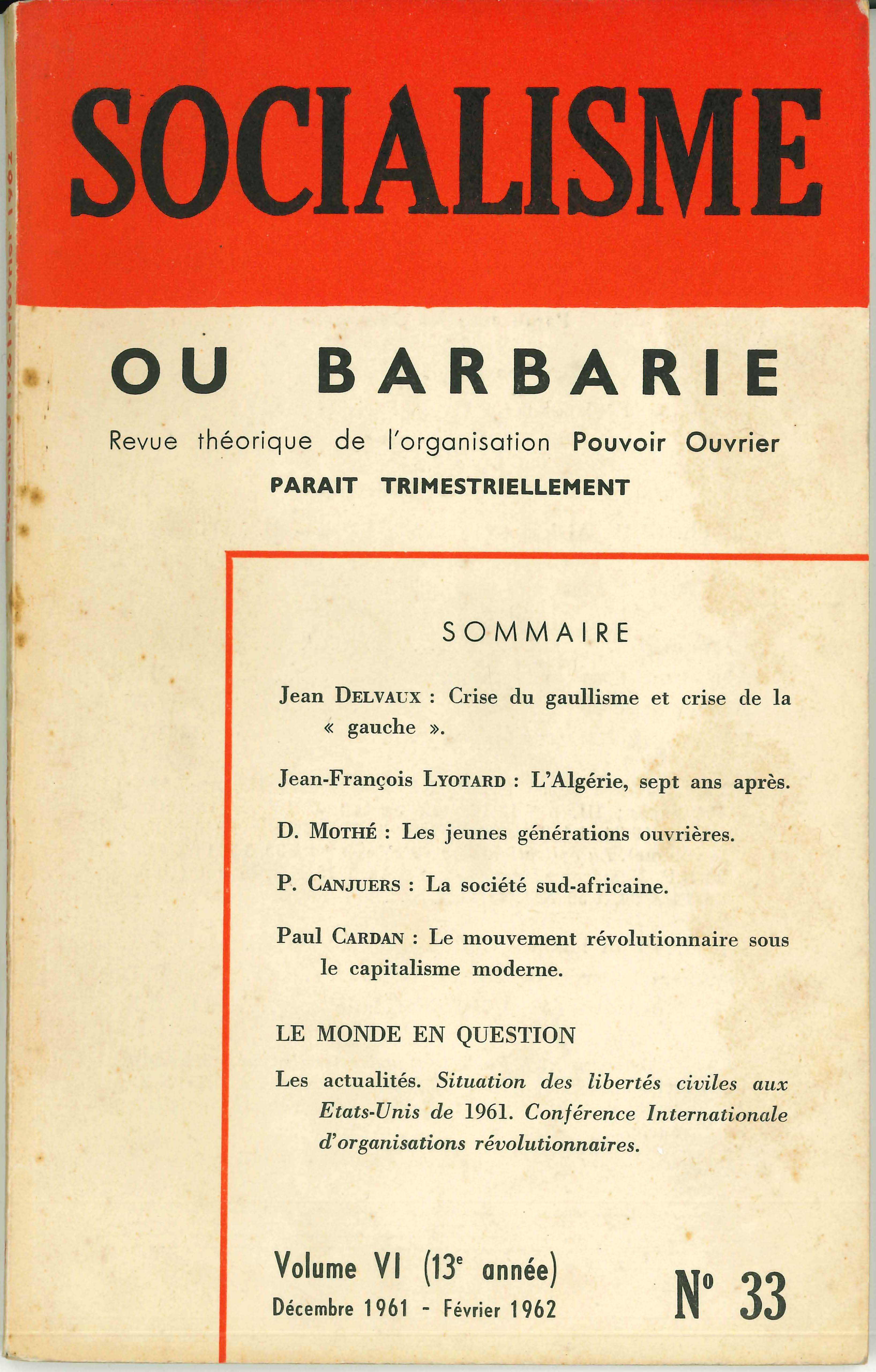
Tidskriften Socialisme ou Barbarie.

Socialisme ou Barbarie, Socialism eller barbari, var en frihetligt socialistisk grupp med rötterna i Frankrike som var aktiv tiden efter andra världskriget. Gruppens namn kommer från en fras som Rosa Luxemburg använde i sin essä Juniuspamfletten från 1916. Gruppen existerade från 1948 fram till 1965. Den starkast drivande personen i gruppen var Cornelius Castoriadis, även känd som Pierre Chaulieu eller Paul Cardan.

## Beskrivning
Gruppen uppstod i den trotskistiska Fjärde Internationalen, där Castoriadis och Claude Lefort utgjorde en Chaulieu-Montal-fraktion i det franska Parti Communiste Internationaliste 1946. År 1948 bröt de med trotskismen och grundade Socialisme ou Barbarie, vilken började aktivera sig i mars 1949. De hade hela tiden kopplingar med Johnson-Forrest-fraktionen.
Gruppen bestod av både intellektuella och arbetare vilka var eniga om att huvudfienden i samhället utgjordes av byråkratierna som styrde den moderna kapitalismen. De dokumenterade och analyserade kampen mot byråkratin i sin egen tidskrift. Det trettonde numret, januari-mars 1954, dedicerades exempelvis till den östtyska revolten i juni 1953 och strejkerna som uppstod bland flera delar av de franska arbetarna den sommaren. De intellektuella uppmanade arbetarna att rapportera om varje detalj i sitt dagliga arbete; något som var en följd av deras syn på den vardagliga arbetarkampen som den verkliga socialismen.
Socialisme ou Barbarie kritiserade leninismen och förkastade idén om ett revolutionärt parti. Istället betonade de vikten av arbetarråd. Gruppens kritik av marxismen tilltog med tiden. År 1958 lämnade vissa framstående medlemmar, som Claude Lefort och Henri Simon, gruppen på grund av oenigheter kring den organisatoriska rollen för en politisk grupp. De avhoppade medlemmarna bildade Informations et Liaison Ouvrières. 
År 1960 hade gruppen runt 100 medlemmar och hade utvecklat internationella kontakter, huvudsakligen i Storbritannien med gruppen Solidarity.
I början av 1960-talet lämnade ett antal medlemmar gruppen på grund av Castoriadis tilltagande kritik av marxismen. Gruppen lades slutligen ned 1965. Ett försök att återuppliva gruppen gjordes 1968 men misslyckades.
Några medlemmar av Socialisme ou Barbarie var:
- Daniel Blanchard (som Pierre Canjuers)
- Cornelius Castoriadis
- Guy Debord
- Jacques Gautrat (som Daniel Mothé)
- Gérard Genette
- Pierre Guillaume
- Alain Guillerm
- Jean Laplanche
- Claude Lefort
- Jean-François Lyotard
- Albert Maso (som Vega)
- Henri Simon
- Pierre Souyri